# Open Exoplanet Catalogue

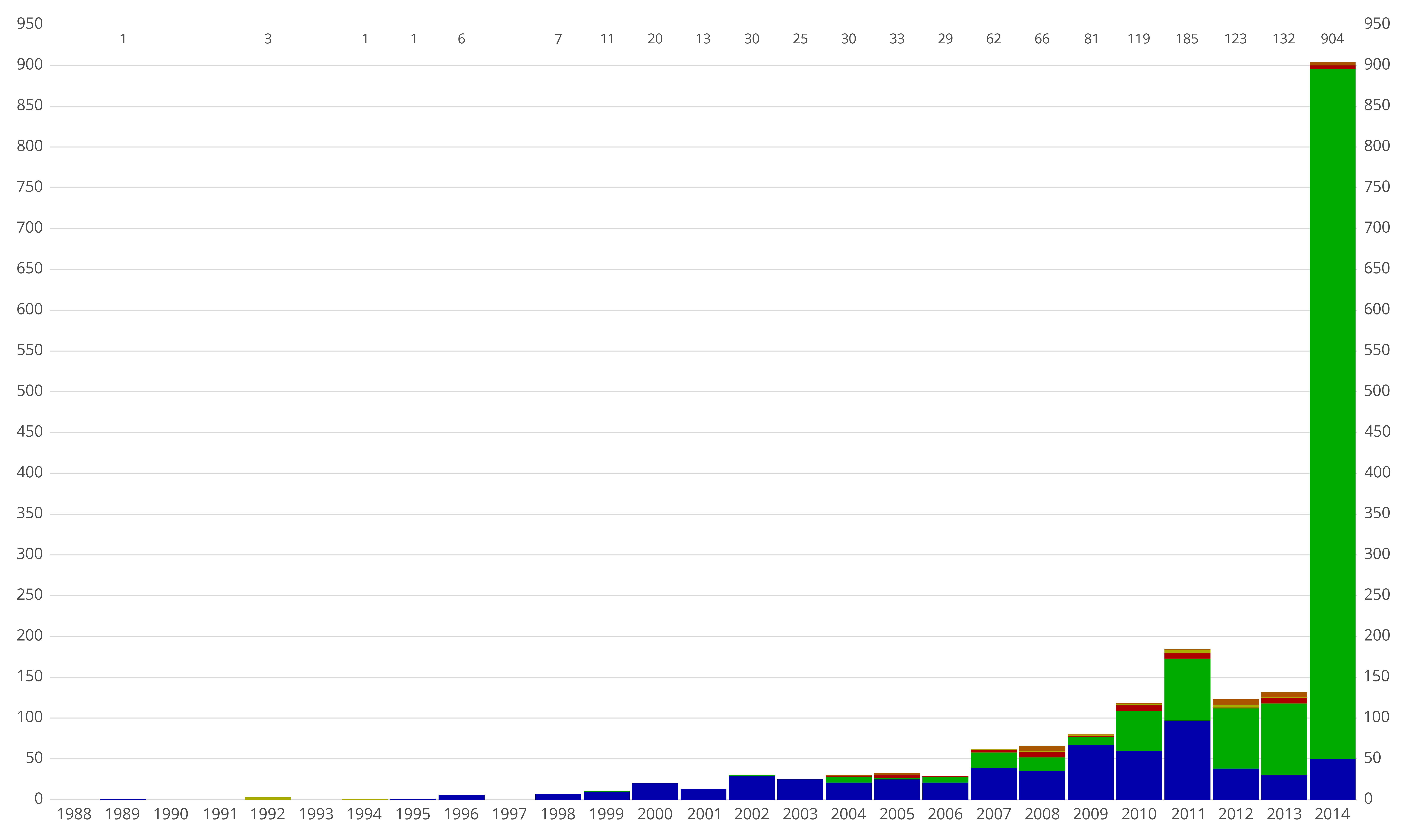
Nombre d'exoplanetes classificat pel mètode de descobriment

L'Open Exoplanet Catalogue és un catàleg de tots els planetes extrasolars descoberts. És una classe nova de la base de dades astronòmica descentralitzada i completament oberta.
És considerada un del quatre catàlegs d'exoplanetes més àmpliament utilitzat, juntament amb l'Enciclopèdia de Planetes Extrasolar, la NASA Exoplanet Archive, i e l'Exoplanet Data Explorer.
El 2012, Hanno Rein va presentar una classe nova de la base de dades astronòmica basada en arxius de text petits i un sistema de control de versió distribuïda.
El 2016, Ryan Varley va presentar ExoData, interfície de Python i eina d'anàlisi exploratòria pel Catàleg Obert d'Exoplanetes.

## Estadística
A l'octubre de 2020, l'Open Exoplanet Catalogue té les següents estadístiques:
| Nombre d'exoplanetes confirmats                                                                | 4.342            |
| Nombre total de planetes (incloent-hi objectes de Sistema Solar i exoplanetes sense confirmar) | 4.464            |
| Nombre de sistemes planetaris                                                                  | 3.280            |
| Nombre de sistemes binaris                                                                     | 160              |
| Nombre de cometes                                                                              | 19.359           |
| Darrera actualització                                                                          | 13 desembre 2020 |